# Chiesa di Santa Maria Assunta a Colle
La chiesa di Santa Maria Assunta a Colle si trova in una frazione di Quarrata, in provincia di Pistoia.
La chiesa è documentata dal secolo XIII come dipendente dalla pieve di Bacchereto. L'edificio negli anni 1950-1954 fu trasformato su progetto di Giovanni Michelucci, che utilizzò l'antica struttura come presbiterio e transetto della nuova chiesa. All'interno si venera la reliquia della Sacra Spina e si conserva un Crocifisso ligneo dipinto (secolo XIV).